# مريم مرداسي
مريم مرداسي (من مواليد في 1983 بقسنطينة ) سياسية جزائرية ، وزيرة الثقافة من 1 أبريل إلى 24 أغسطس 2019.

## سيرة
من مواليد عام 1983 في قسنطينة، وهي ابنة المؤرخ وعالم الاجتماع عبد المجيد مرداسي.
حصلت على درجة البكالوريوس في العلوم، وحصلت على شهادة في علوم المعلومات والاتصالات ( جامعة قسنطينة 1 ) ، ثم حصلت على درجة الماجستير في التاريخ ( جامعة باريس - الثالث عشر ).
من 2005 إلى 2008 ، هي صحافية. في عام 2008 ، أسست Editions du Champ libre في قسنطينة. في غضون عشر سنوات، نشرت مريم مرداسي 17 كتابًا باللغات العربية والفرنسية والأمازيغية. في موازاة ذلك، تترجم الكتب باللغة الفرنسية إلى اللغة العربية.
في 31 مارس 2019 ، في سياق احتجاجات 2019 في الجزائر ، تم تعيينها وزيرة للثقافة في حكومة بدوي . تعتقد المعارضة أنها سميت بمبادرة من والدها.
في 15 أبريل ، تم منعها من قبل الغاضبين من زيارة تيبازة.
في 24 أغسطس، بعد يومين من المأساة في حفلة Soolking وقتل خمسة، قدمت استقالتها.